# Eustrotia semiglauca
Eustrotia semiglauca là một loài bướm đêm trong họ Noctuidae.